# Maria Carolina Salomè
Maria Carolina Salomè (Roma, 27 agosto 1965) è un'attrice, drammaturga, cantante e regista italiana.

## Formazione ed esordi
Nel 1984 debutta in televisione come cantante del gruppo vocale i Macedonia, ospiti fissi della trasmissione RAI Fantastico 5, condotta da Pippo Baudo, Heather Parisi ed Eleonora Brigliadori. Inizia a studiare recitazione con Gisella Burinato e Pupella Maggio. Nel 1988 dopo aver svolto attività di corista e cantante, ed essere arrivata in semifinale a Castrocaro, si sottopone alle selezioni del Centro Sperimentale di Cinematografia di Roma, dove si diploma in recitazione nel 1990. Nel 1994 viene selezionata per San Remo Giovani nella categoria Interpreti e partecipa alle due puntate televisive su RAI 1 con la canzone di Ivano Fossati Le notti di maggio.

## Teatro
Esordisce nel 1990 insieme ai suoi compagni di corso al Centro Sperimentale di Cinematografia, Alberto Molinari, Marco Galli, Federico Scribani, Enrico Lo Verso e Paola Magnanini in Volevamo essere gli U2 scritto e diretto da Umberto Marino. Lo spettacolo è un successo, viene replicato a Roma per 4 stagioni consecutive, gira l’Italia e vince il Biglietto d’Oro nella stagione 1991/92. Nel 1991 partecipa al Festival di Spoleto con la commedia di Umberto Marino Ce n’est q’un début, regia di Massimo Navone con Sergio Rubini, Margherita Buy, Giuseppe Cederna, Fabrizio Bentivoglio, Roberto de Francesco, Fiorenza Marchegiani, Alberto Molinari e Federico Scribani. Nel 1993 lavora con Margaret Mazzantini nella prima edizione di Manola presentata al Quirino nell’ambito della rassegna Passi a due curata da Ennio Coltorti. Nel 1994 è protagonista dello spettacolo Da me o da te di R. Ryton con la regia di Stefano Reali e nello stesso anno lavora anche allo spettacolo Carne di Struzzo scritto e diretto da Adriano Vianello con Francesco Salvi. Nel 1997 lavora alla creazione dello spettacolo di musica e letture Il sogno del marinaio, che la vede impegnata come cantante e attrice, in vari festival. È inoltre nel cast del musical Snoopy di Charles Schulz diretto da Riccardo Cavallo. Lo stesso regista la dirige l’anno seguente in Gente di Dublino. Sempre nel 1998 è protagonista del monologo La voce umana di Jean Cocteau. Nel 2002 debutta come autrice con il monologo Sarebbe bastato avere 30 anni nel 2000, da lei scritto ed interpretato, per la regia di Pietro de Silva. Nello stesso anno lavora l’adattamento teatrale di racconti di Dino Buzzati, e porta in teatro lo spettacolo D… come Buzzati scritto in collaborazione con Mario Palmieri. Fonda con Betta Cianchini il duo cabarettistico le Cinciallegre. Nel 2003 lavora di nuovo con Riccardo Cavallo ne I Persiani di Eschilo e sempre nel 2003 interpreta Emily Dickinson nello spettacolo di Silvia Lo Russo Dialoghi interiori. Nel 2011 nell’ambito della manifestazione Teatro in musica elettronica nello spazio Interzona di Verona partecipa al reading musicale Quantas sabedes scritto da Francesco Giuseppe Prete con musiche di Francesco Venerucci e la regia di Laura Paola Borello. Nel 2018 porta in scena con Gabriele Maiolo lo spettacolo di teatro canzone Scusami cara, con la partecipazione di Ermanno Dodaro al contrabbasso e ai testi e Alessandro Russo alla batteria. Nell’ottobre dello stesso anno è tra i protagonisti della nuova pièce di Umberto Marino Volevamo essere gli U2 ma forse era meglio Vasco.
Nel 2019 porta in scena la sua nuova commedia musicale L’amore è una scusa, nella quale recita e canta al fianco di Alessandro Molinari e Federico Scribani. Nel 2020 è autrice dello spettacolo cabarettistico musicale Scusami cara. Nel 2021 scrive e dirige lo spettacolo Mimì per me -omaggio a Mia Martini. Nel 2025 recita nello spettacolo Ancora non mi è morta di Betta Cianchini:

## Cinema
Nel 1992 partecipa al film Volevamo essere gli U2 con la regia di Andrea Barzini che viene selezionato per il Festival di Venezia nell’ambito della categoria Vetrina Italiana. Nel 1994 partecipa al film di esordio di Antonello Grimaldi Il cielo è sempre più blu e a Diario di uno stupratore di Giacomo Battiato. Nel 1995 è nel cast di Consigli per gli acquisti con la regia di Sandro Baldoni. Nel 2018 gira come regista e sceneggiatrice il cortometraggio Rapsodia in Blue, premiato con il Best Foreign Short Award al Lady Filmmakers Film Festival a Beverly Hills. Nell’ottobre del 2018 Rapsodia in Blue è in concorso al South Film and Arts Academy Festival di Rancagua, dove Maria Carolina Salomè viene premiata come miglior regista esordiente e gli interpreti Giulia Carpaneto Daste e Luigi Tuccillo come migliori attori protagonisti. Il film ottiene inoltre la menzione d’onore per la miglior colonna sonora originale, composta da Anton Giulio Priolo, e per la direzione artistica. 

### Filmografia
- 1989 Ragazzi nervosi, regia di Anselmo Sebastiani
- 1990 In una notte di chiaro di luna, regia di Lina Wertmüller
- 1990 Evelina e i suoi figli, regia di Livia Giampaolo
- 1992 Volevamo essere gli U2, regia di Andrea Barzini
- 1992 Quando eravamo repressi, regia di Pino Quartullo
- 1993 Strane storie, regia di Sandro Baldoni
- 1993 Da qualche parte in città, regia di Michele Sordillo
- 1993 La vera vita di Antonio H, regia di Enzo Monteleone
- 1994 Il cielo è sempre più blu, regia di Antonello Grimaldi
- 1994 Diario di uno stupratore, regia di Giacomo Battiato
- 1995 Consigli per gli acquisti, regia di Sandro Baldoni

### Teatro
- 1990 Volevamo essere gli U2, regia di Umberto Marino
- 1991 Ce n’est q’un début, regia di Massimo Navone
- 1993 Manola, regia di Ennio Coltorti
- 1994 Da me o da te, regia di Stefano Reali
- 1994 Carne di struzzo, regia di Adriano Vianello
- 1997 Snoopy, regia di Riccardo Cavallo
- 1997 Il sogno del marinaio, regia di Maria Carolina Salomè
- 1998 La voce umana, regia di Claudio Boccaccini
- 1998 Gente di Dublino, regia di Riccardo Cavallo
- 1999 Alarms, regia di Andrea Brambilla
- 2002 Sarebbe bastato avere 30 anni nel 2000, regia di Pietro de Silva
- 2002 D… come Buzzati, regia di Mario Palmieri
- 2003 Dialoghi interiori, regia di Silvia Lo Russo
- 2003 I Persiani, regia di Riccardo Cavallo
- 2011 Quantas sabedes, regia di Laura Paola Borello
- 2018 Volevamo essere gli U2 ma forse era meglio Vasco, regia di Umberto Marino
- 2019 L’amore è una scusa, di Maria Carolina Salomè
- 2020 Scusami cara di Maria Carolina Salomé
- 2021 Mimì per me -omaggio a Mia Martini di Maria Carolina Salomé
- 2025 Ancora non mi è morta di Betta Cianchini

### Televisione
- 1984 Fantastico 5
- 1990 Stelle in fiamme (serie tv), regia di Italo Moscati
- 1990 Una famiglia in giallo (serie tv), regia di Luciano Odorisio
- 1992 Per amore o per amicizia (serie tv), regia di Paolo Poeti
- 1995 L’Avvocato delle donne (serie tv), regia di Andrea e Antonio Frazzi

### Radio
- 1992 I viaggi di Gulliver, di Attilio Corsini
- 1994 Il padiglione orientale, di Franca Alessio
- 1994 Vizio di famiglia, di Edoardo Erba

### Regia
- 2018 Rapsodia in Blue cortometraggio

## Audiolibri
Domani è un altro giorno disse Rossella O'Hara di Laura Pariani - 2018
L'amore è sempre in ritardo di Anna Premoli - 2019
Prometto di perderti di Valeria Imbrogno e Simona Voglino Levy - 2019
La vita del mare di Maria B. Rasotto - 2019
Caro Scott, Carissima Zelda di Cathy W. Barks, Jackson R. Bryer - 2019
Ombre allo specchio di Maria Rita Gismondo - 2021
Un legame sottile di Paola Cosmacini -2021
Diario di una talpa di Paola Mastrocola - 2022
Qualcuno conosce la verità di Lisa Scottoline - 2022
Scegliere il futuro di Christiana Figueres, Tom Rivett -Carnac -2023
Tutto a posto tranne l'amore di Anna Premoli -2023
Morte sotto spirito di Brigitte Glaser - 2023
Haiku e Sakè di Susanna Tartaro -2023
Il mondo che da qualche parte esiste di Valeria Sirabella - 2024